# Stor-Långtjärnen (Hackås socken, Jämtland)
Stor-Långtjärnen är en sjö i Bergs kommun i Jämtland och ingår i Indalsälvens huvudavrinningsområde.